# Luven
Luven (oficialmente hasta 1946 en alemán: Luvis) era una comuna suiza del cantón de los Grisones, situada en el distrito de Surselva, círculo de Ilanz/da la Foppa. Limitaba al norte con la comuna Ilanz, al este con Sevgein, al sur con Cumbel y Morissen, y al oeste con Mundaun. El 1 de enero de 2014 se fusionó con las antiguas comunas de Castrisch, Ilanz, Ladir, Pitasch, Riein, Ruschein, Schnaus, Sevgein, Duvin, Pigniu, Rueun y Siat para convertirse en la nueva comuna de Ilanz/Glion.

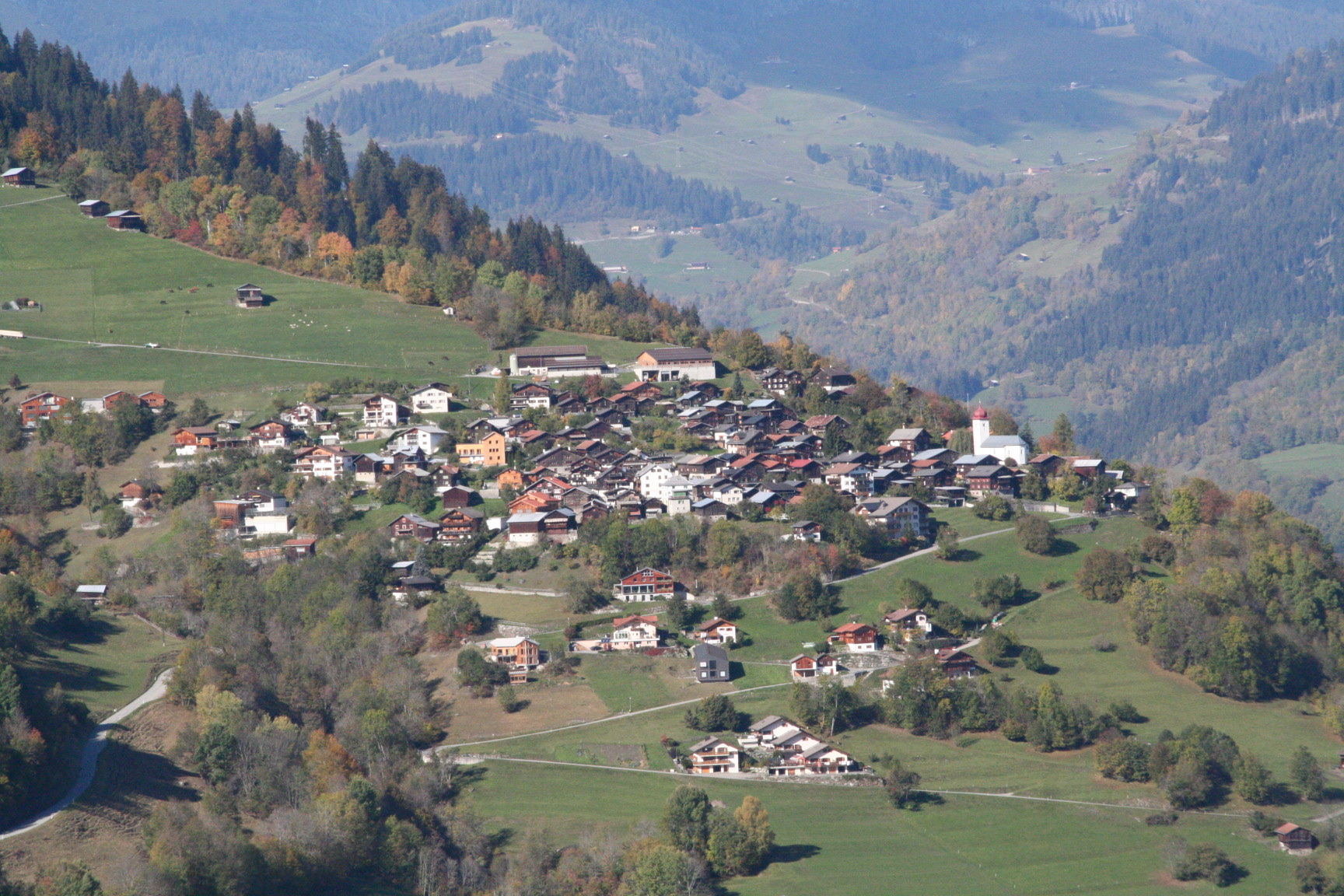
Vista de Luven.